# Porto Alegre FC
Porto Alegre FC is een Braziliaanse voetbalclub uit Porto Alegre in de staat Rio Grande do Sul. 

## Geschiedenis
De club werd opgericht op 10 juni 2003 als Lami FC. In 2006 werd de club gekocht door voormalig voetballer Roberto de Assis Moreira, broer van Ronaldinho, die de naam wijzigde in Porto Alegre FC. In 2009 werd de club kampioen en promoveerde naar de hoogste klasse van het staatskampioenschap, waar ze na twee seizoenen degradeerden. 